# 부안청림천문대
부안청림천문대는 전라북도 부안군 상서면에 위치한 천문대 겸 청소년수련시설이다.

## 역사
시설이 위치한 곳은 1993년에 폐교된 부안상서초등학교 청림분교 부지였으며, 2011년 4월 5일에 개관하였다. 총사업비는 부안댐 건설 관련 지원금 중 댐 소재지인 상서면 일원 배정금인 80억원이 소요되었다.